# Ralph Kull
Ralph Kull (* 1954 in Bremen-Blumenthal) ist ein deutscher Künstler und Grafiker.

## Leben
Kull absolvierte von 1968 bis 1971 eine Ausbildung zum grafischen Zeichner. Er studierte von 1979 bis 1983 an der Hochschule für Künste Bremen, unter anderem bei Rolf Thiele, und er ist seit 1983 als freischaffender Künstler und Grafiker tätig. Sein Schwerpunkt liegt in den Bereichen Malerei und Installation, im angewandten Schaffen in der Gestaltung von Katalogen. Er hatte verschiedene Lehrtätigkeiten inne, u. a. Lehraufträge in Bremen, an der Fachhochschule Hannover, eine Gastprofessur an der Hochschule für Künste Bremen sowie als Gastdozent an der Bundesakademie Wolfenbüttel.
Ralph Kull wurde mit seinem Werk in die Künstlerdatenbank und Nachlassarchiv Niedersachsen aufgenommen.

## Stipendien
Kull erhielt folgende Stipendien:
- 1983 bis 1985: Villa Minimo Preis des Kunstvereins Hannover
- 1985: Reisestipendium (London) des Alexander Dorner Kreises
- 1985/1986: Jahresstipendium in Paris des DAAD
- 1988: Nachwuchsstipendium für Kunst des Landes Niedersachsen
- 1988/1989: Stipendium der Barkenhoff Stiftung in Worpswede
- 1993: Stipendium für Kunst des Landes Niedersachsen

## Werke

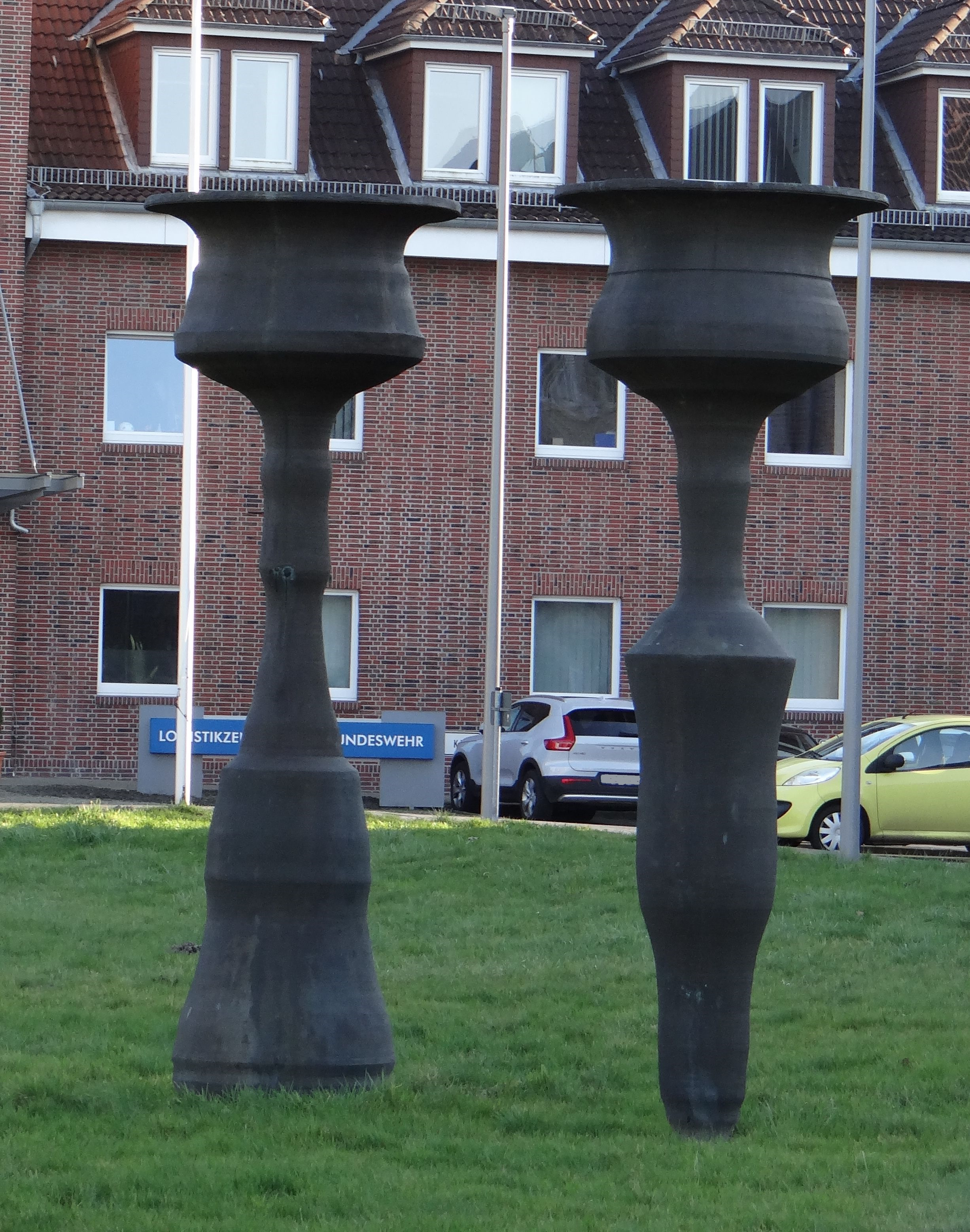
Polyklet in Wilhelmshaven

- 1991–1992: Balance; neun Arbeiten am Bundesverwaltungsamt Friedland (mit Viktoria Diehn und Bert Haffke)
- 1993–1994: Polyklet; zwei Bronzestelen der Marineanlage Bordum in Wilhelmshaven
- 1999: Teilung, Bild im Polizeipräsidium Bremen
- 2000: Universität Bremen GW II, Hörsaal der Juristen